# Laurent Guétal
Laurent Guétal, dit aussi l'abbé Guétal, est un prêtre catholique, peintre et graveur français né à Vienne le 12 décembre 1841 et mort à Grenoble le 28 février 1892.

## Biographie
Laurent Guétal est ordonné prêtre en 1862, et passe l'essentiel de sa vie au petit séminaire du Rondeau, près de Grenoble, dont il peindra plusieurs fois les alentours.
L'influence de Jean Achard sur Guétal est prédominante, mais la nature est le second maître de Guétal. Il fréquente l'École de Crozant. Il est à l'origine de l'école dauphinoise, qui compte aussi parmi ses membres Ernest Victor Hareux, Charles Bertier et quelques autres. Ils furent parfois appelés paysagistes dauphinois. En 1875, il figure dans le premier annuaire de la Société des touristes du Dauphiné lors de sa création.
Un de ses plus célèbres tableaux, Le Lac de l'Eychauda, est récompensé au Salon de 1886 et sélectionné pour l'Exposition universelle de 1889. Il est conservé au musée de Grenoble. Sa ville natale conserve notamment Le Bout du monde à Allevard au musée des Beaux-Arts et d'Archéologie. Il expose régulièrement au Salon de 1882 à 1889.
Charles Bertier et André Albertin sont ses élèves.
Laurent Guétal meurt le 28 février 1892 est inhumé au cimetière Saint-Roch de Grenoble.

## Œuvres
- Chambéry, musée des Beaux-Arts : Paysage à Vallouise, 1886, huile sur toile, 27,1 × 40,8 cm[7].
- Grenoble, musée de Grenoble, fonds d'œuvres dont :
  - Le Lac de l'Eychauda, 1886, huile sur toile, 182 × 262 cm[8] ;
  - Saules au bord d'un ruisseau, eau-forte, 22,7 × 29 cm[9].

Œuvres de Laurent Guétal
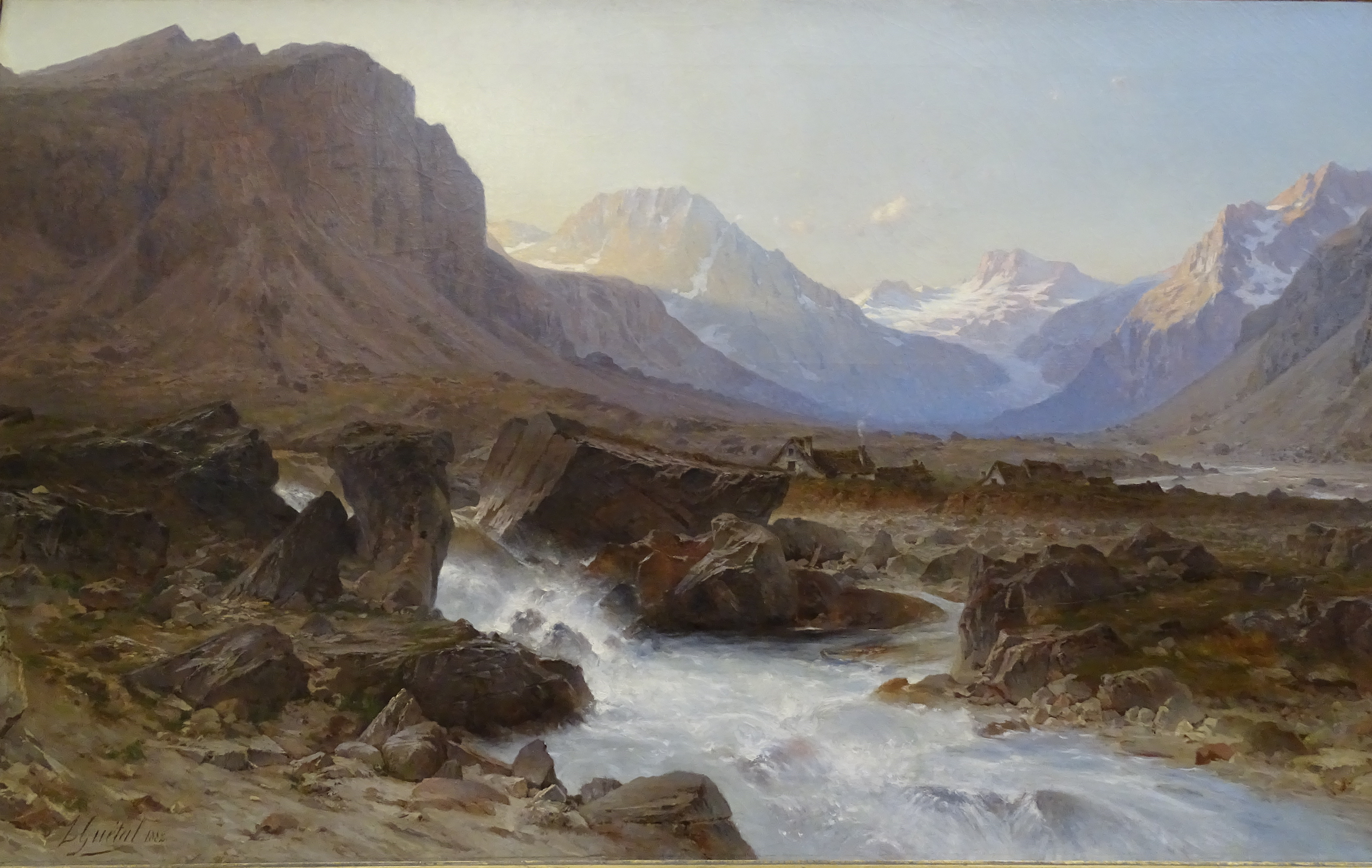
La Bérarde en Oisans (1882), musée de Grenoble.
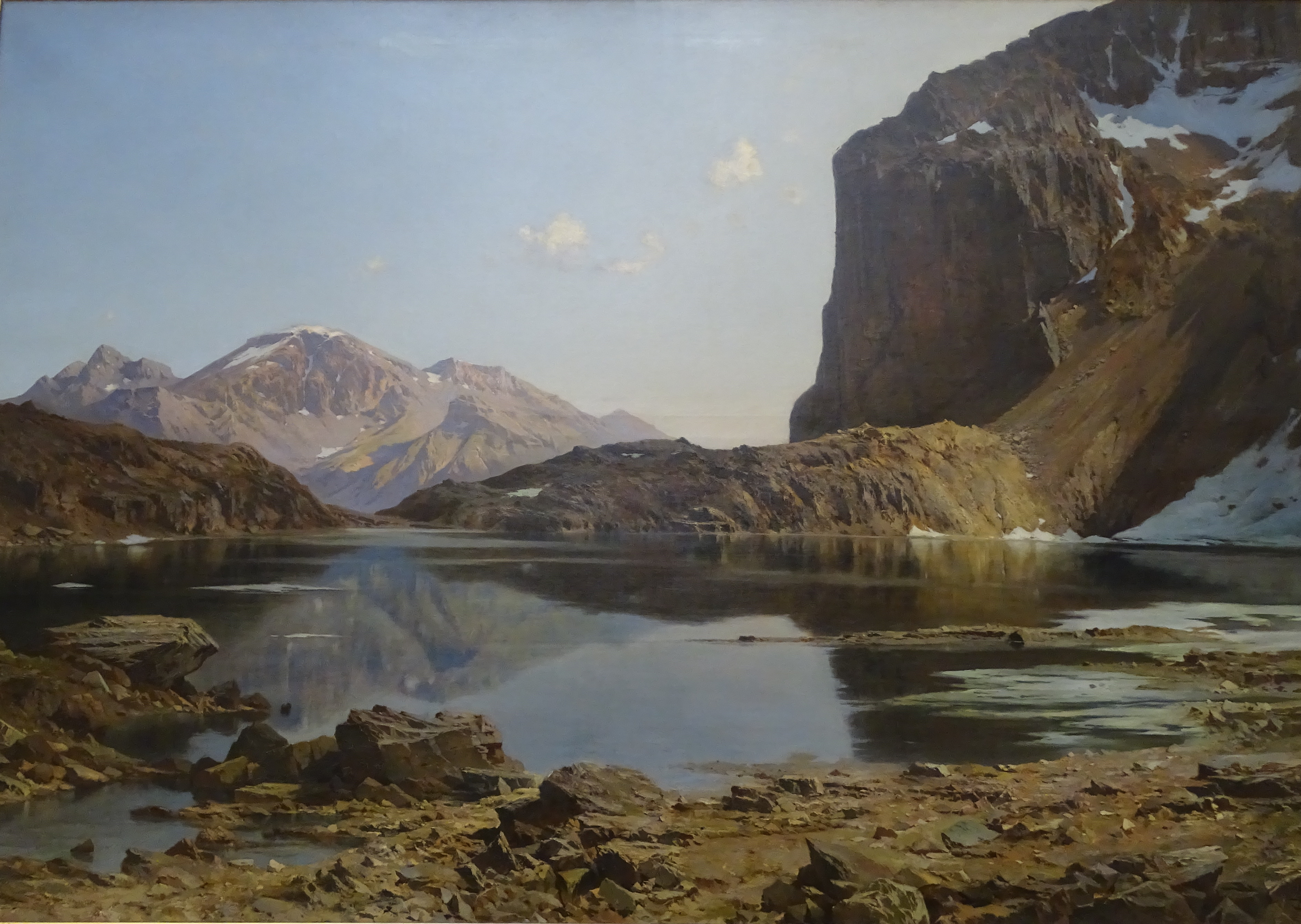
Le Lac de l'Eychauda (1886), musée de Grenoble.
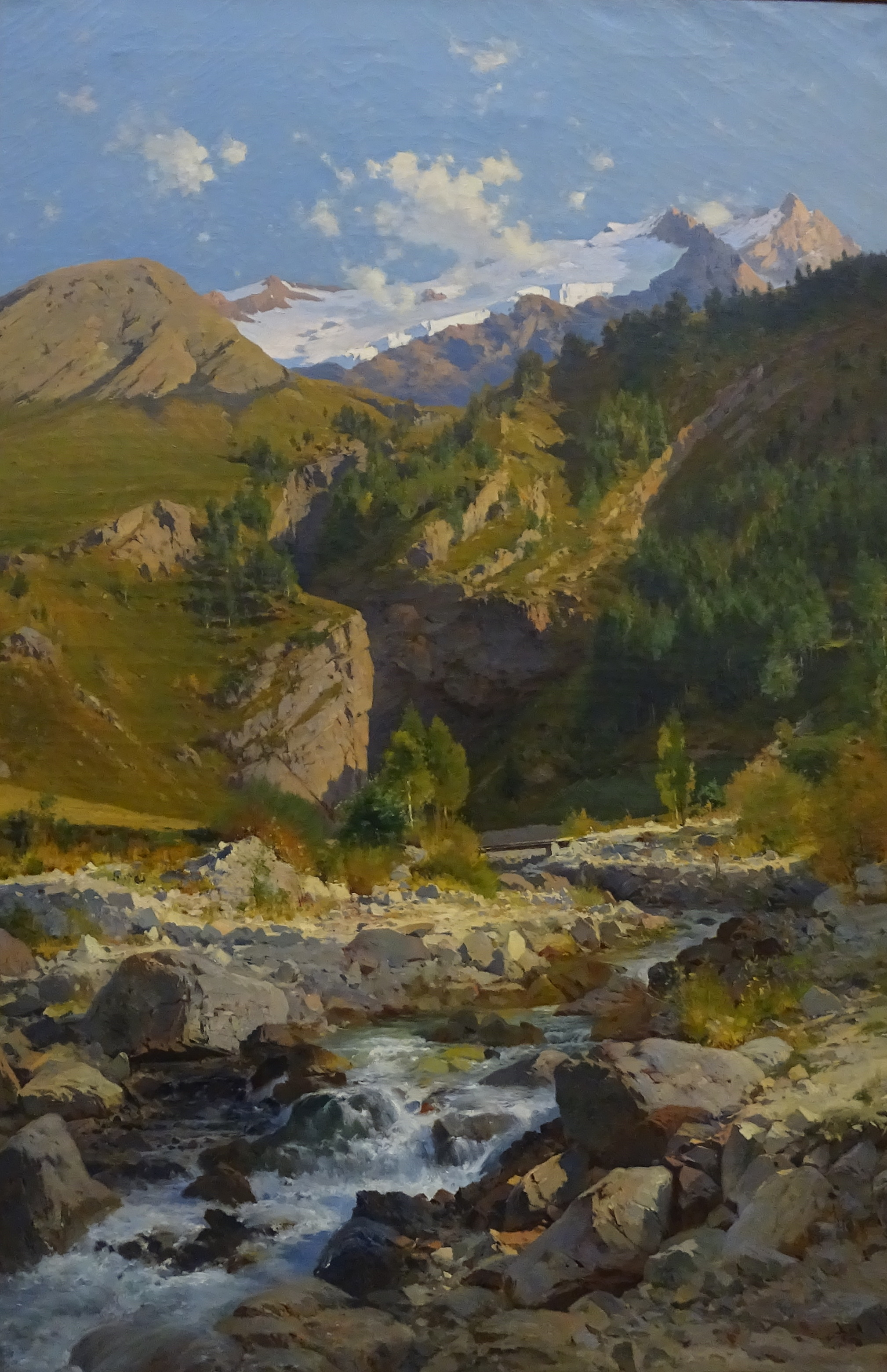
Le Torrent de Chalvachére, le glacier du Tabuchet et la Meije (1888), musée de Grenoble.

## Iconographie
- Alexandre Grellet, Portrait de l'abbé Laurent Guétal, huile sur toile, musée de Grenoble[10].
- Aimé Charles Irvoy, Abbé Laurent Guétal, buste en marbre, musée de Grenoble[11].